# Jiří Křenek (portáš)
Jiří Křenek mladší, někde také jako Jura Křenek nebo Jiřík Křenek, (8. března 1721 Vidče – 20. prosince 1791 Valašská Bystřice) byl valašskobystřický fojt a lajtnant (poručík) portášského sboru v letech 1769 až 1791. Jeho působení v čele portášů je považováno za vrcholnou periodu v dějinách celého bezpečnostního sboru.

## Původ a mládí
Narodil se do rodiny Jiřího Křenka a Zuzany Křenkové (roz. Kovářové). Jeho otec původně pocházel z Prostřední Bečvy, odkud se přiženil do Vidče. V roce 1724 zakoupil za 120 moravských rýnských fojtství ve Valašské Bystřici (tehdy Hrubé Bystřici) , kam se i s rodinou přestěhoval.
O Křenkové dětství a mládí se nedochovaly žádné informace. Salvatoriánský duchovní a videčský rodák Metoděj Karel Bystřický sice ve svém románovém díle Portáš Jurka z druhé poloviny 40. let 20. století uvádí, že mladý Křenek studoval v trinitářském klášteře v Zašové, avšak pro toto tvrzení neexistují žádné podklady.

## Portášský lajtnant
Do řad portášského sboru vstoupil v roce 1747. Brzy si získal oblibu tehdejšího portášského poručíka Václava Černotského, jenž z Křenka učinil šikovatele a svého zástupce. Portášským lajtnantem se Křenek stal v roce 1769, krátce po Černotského smrti.
Během Křenkova působení byli portáši vysíláni do mnoha moravských i slezských regionů, kde se podíleli na eliminaci tamních zlodějských band. Úspěchem skončil např. portášský zátah v Černé Hoře u Blanska, kde se portovním podařilo lapit čtrnáctičlennou skupinu lupičů pod vedením bratří Koudelků. V roce 1789 zasahovali Křenkovi portáši na Těšínsku, kde pochytali několik zlodějů koní a dobytka. I přes zjevné úspěchy se Křenkovo působení na čele portášů neobešlo bez kritiky. Roku 1780 ho obvinil správce vsetínského panství Bayer z neschopnosti číst a psát v německém jazyce. Lajtnantova neznalost měla prý dopady na operativnost jednoho ze zásahů proti tajnému protestantskému duchovnímu. Křenek, nemaje po ruce písaře, musel údajně jet až ke kaplanovi, nechat si celé znění německy psaného rozkazu přečíst. Na základě tohoto nařknutí se musel podrobit zkoušce ze čtení a psaní v českém a německém jazyce. Ve zkoušce uspěl a získal na tyto své dovednosti i úřední osvědčení.
Funkci portášského velitele vykonával 22 let, až do své smrti v prosinci 1791. Novou hlavou sboru se stal jeho syn Jan Křenek.

## Fojt
Úřad valašskobystřického fojta zastával od roku 1760. Zasloužil se o vznik nového katolického kostela Nanebevzetí Panny Marie ve Valašské Bystřici, jehož výstavba probíhala v letech 1772–1778. Tímto krokem se Křenkovi podařilo emancipovat Valašskou Bystřici od rožnovské farnosti, kam do té doby obec spadala.

## Osobní život
Roku 1742 se v Rožnově pod Radhoštěm oženil s Marií Cibulcovou, dcerou správce žerotínského hospodářského dvora na Hradisku u Rožnova. Spolu měli celkem třináct dětí.